# اس‌اس سلتیک (۱۸۷۲)
اس‌اس سلتیک (۱۸۷۲) (به انگلیسی: SS Celtic (1872)) یک کشتی بود که طول آن ۴۳۷٫۲ فوت (۱۳۳٫۳ متر) بود. این کشتی در سال ۱۸۷۲ ساخته شد.